# 云上的日子
《云上的日子》（義大利語：Al di là delle nuvole）是一部1995年意大利-法国-德国合拍爱情片，由米开朗基罗·安东尼奥尼执导，溫·韋德斯参与编剧，約翰·馬克維奇、苏菲·玛索、文森特·佩雷斯、伊蓮·雅各和尚·連奴主演。影片由四个故事组成：一个年轻旅人与一名年轻女子的一段有缘无份的邂逅；一个在服装店工作的女子向一名导演告白说自己杀死了父亲；两对中年痴男怨女在曾经沧海后的交义情缘；一个男子爱上了一名已决心把身体奉献给上帝的女子。这是安东尼奥尼在2007年去世前的最后一部长片。

## 剧情
导演（約翰·馬克維奇）在完成他的最新电影后，正飞往意大利。在飞机上，当他看向云层之外时，他开始思考他的下一部电影和电影制作的艺术。降落后，他在夜里开车穿过浓雾，人们像幽灵一样出现又消失。
从未存在的爱情
在意大利的费拉拉，西尔瓦诺（吉姆·罗斯·斯图尔特）遇到了卡门（伊莉絲·莎特莉），问她他在哪里可以找到房间过夜。她把他引到她住的酒店。入住后，西尔瓦诺在酒店的餐厅看到了她並加入了她的行列。西尔瓦诺得知卡门是一名教师。他们互相吸引，但他們最终都回到各自的房間。她脱掉衣服，等待他，但他一直没有来。第二天早上，他发现她已经离开了酒店。
两年后，在费拉拉的一家电影院，西尔瓦诺再次看到卡门，後來又在外面接近了她。当他们走过埃斯特城堡时，她说起了需要说的话，但他说唯一值得说的话就藏在里面。西尔瓦诺送卡门到她家，她透露说她和一个男人住了一年，最近他才离开她。“文字总是美好的，”她告诉西尔瓦诺，“尤其是写出来。女人都会期待读到这些文字。”卡门虽然看起来被西尔瓦诺吸引，但拒绝了他的亲吻，然後他離開了。后来他回到她的房间，他们脱掉衣服，他把手放在她的皮膚上，仿佛无法触摸她。他们想热烈地接吻，但他们没有这样做。最后，他没有和她做爱就离开了。在大街上，他回头看了看从窗口看过来的她。
女孩与犯罪
导演在一个沉闷的日子里参观了一个荒芜的海滩。风扫过沙滩上的沙子。他发现了一张老照片，照片中的海边小镇坐落在山坡上。在意大利的菲諾港，导演在探索镇上古朴的通道时，遇到了一个美丽的女人（苏菲·玛索），并跟随她来到一家海滨服装店，这个女人就在那里工作。在商店里，她给了他一个认可的眼神。他们没有说话，但似乎被对方吸引。当导演离开时，她向他打手势，但他没有回应。
过了一会儿，这个女人与她的朋友在咖啡馆见面，但注意到导演坐在附近。她走近他并承认：“我杀了我的父亲。刺了他十二刀，”然后走开了。导演跟在后面，他们谈论了一年前发生的杀人事件，她为此在监狱里呆了三个月，然后被无罪释放。她带他到海滨的“凶案现场”。她为自己对导演的感情感到困惑，她说：“你使我想起一个人。”他们走到她的公寓并做爱。后来，导演坐在镇上的一个水池边，思考这个女人的故事及其对他正在写的电影的影响。
不必找我
在巴黎的一家咖啡馆里，一个年轻女子（恰拉·凱薩琳）走近一个独自坐在那里的男子（彼得·威勒）。她想找人谈谈她刚读过的一篇杂志文章。这个男人被这个年轻女人的故事迷住了。三年後，男人見了現在是他情婦的年輕女人，回到了家。他的妻子帕特里夏（芬妮·亞當）向她的丈夫下了最后通牒：他必须在她们之间做出选择。他去和他的情妇分手，但他们最后还是做爱了。他回到家，发现他的妻子喝醉了。“荒诞绝伦。爱情最荒谬，”她告诉他。他向她保证，他将离开他的情妇。他们三年来第一次做爱。丈夫回到他的情妇身边，当她得知丈夫与他的妻子上床时，变得嫉妒起来。他们吵架，但最后又一次做爱。
与此同时，卡洛（尚·連奴）回到了他的高层公寓，发现里面空无一人。他接到妻子的电话，她刚刚清空了公寓里的大部分物品并离开了他。在短暂的愤怒交流后，她挂断了他的电话。環顧公寓，他看到一张他妻子的裸体照片，是她在离开前撕掉的。帕特里夏来到了她刚从卡洛的妻子那里租来的公寓。帕特丽夏刚刚离开她的丈夫，并等着他们的家具很快到来。她也已经把她丈夫的家搬空了。卡洛透露，他的妻子为了她的情人离开了他，因为他太常出差了。帕特里夏随后接到了她丈夫的电话，她告诉他，“不必找我。”卡洛和帕特丽夏走近对方，他说，“没有事解决不了。”帕特里夏回应说：“这才令人烦恼。”他轻轻地吻了她的手。
在法国乡村，一列火车经过，一名男子將一名女子從鐵軌上拉下來。在火车上，导演考虑着“我们的思想，经验，文化，灵感，想像力和感性的局限”。一个女人进入他的车厢，接到一通电话，然后说：“告诉过你……别再找我。”与此同时，在附近的山上，一位艺术家（馬切洛·馬斯楚安尼）正在画火车经过的风景。他向一个女人解释了临摹大师作品有什么价值。
肮脏的躯体
在普罗旺斯地区艾克斯，导演正在他的酒店大堂里註視着画作，这时他注意到有一个人进入对面的大楼去送建筑图纸。这个男人叫尼科洛（文森特·佩雷斯），在门口经过一位年轻女子（伊蓮·雅各），并决定跟踪她。他问他是否可以陪同她，而她告诉他她要去教堂。尼科洛很惊讶，这个安静的女人没有什么话说，似乎对她周围的世界不感兴趣。她告诉他，要想获得幸福，我们需要消除无意义的想法。她更喜欢安静的生活。
当他们沿着鹅卵石街道行走时，年轻女子告诉尼科洛，她渴望逃离她的身体，她的身体需要的东西太多，永远得不到满足。尼科洛似乎对她的身体更感兴趣。她没有对他的挑逗做出反应，他观察到她看起来像一个恋爱中的人，像一个得到满足的人。她承认她确实是。当他们到达马耳他的圣若望教堂时，年轻女子进入教堂，他跟着她进去。在礼拜中，随着唱诗班的演唱，年轻女子显得非常精神。尼科洛则像个游客一样走来走去，仰望着建筑，然后在远离教徒的地方坐下来。
礼拜结束后，尼科洛在空荡荡的教堂里醒来。他跑到黑暗的街道上寻找那个年轻女人，在一口井边找到了她。他们谈论着事物的无常。他承认他害怕死亡，而她告诉他她害怕生活，人们过的生活。尼科洛陪着这位年轻女子回家，在一个入口处停下来避雨。当被问及如果他爱上她会怎样时，她回答说：“就像在光亮的房间燃点蜡烛。”当他们到达她的公寓时，他说他想要在第二天见她。她简单地回答道：“明天我便要去修道院出家。”尼科洛走到夜色和雨中。

## 演员表
- 約翰·馬克維奇 饰 导演

费拉拉
- 吉姆·罗斯·斯图尔特 饰 西尔瓦诺
- 伊莉絲·莎特莉 饰 卡门

菲诺港
- 苏菲·玛索 饰 女孩
- 安莉卡·安东尼奥尼 饰 精品店經理

巴黎
- 芬妮·亞當 饰 帕特丽夏
- 恰拉·凱薩琳 饰 情妇
- 彼得·威勒 饰 丈夫
- 尚·連奴 饰 卡洛

普罗旺斯地区艾克斯
- 伊蓮·雅各 饰 女孩
- 文森特·佩雷斯 饰 尼科洛
- 馬切洛·馬斯楚安尼 饰 萬惡之人
- 珍妮·摩露 饰 朋友